# Бабите (остановочный пункт)
Ба́бите (латыш. Babīte) — остановочный пункт в одноимённом посёлке Бабитского края на электрифицированной железнодорожной линии Торнякалнс — Тукумс II, ранее являвшейся частью Риго-Орловской железной дороги.

## История
Платформа Пупе была открыта в 1877 году в числе первых станций только что отстроенной железной дороги, связавшей Ригу с побережьем Рижского залива.
Во время Первой мировой войны находилась в прифронтовой зоне. От станции была проложена военно-полевая железная дорога в сторону посёлка Калнциемс, где были сконцентрированы крупные воинские формирования противостоящих друг другу германской и российской армий.
В 1926 году по проекту архитектора Петериса Федерса было построено каменное вокзальное здание, пострадавшее во время Второй мировой войны. В 1950 году здание было восстановлено без украшавшей её ранее декоративной башенки.

## Галерея

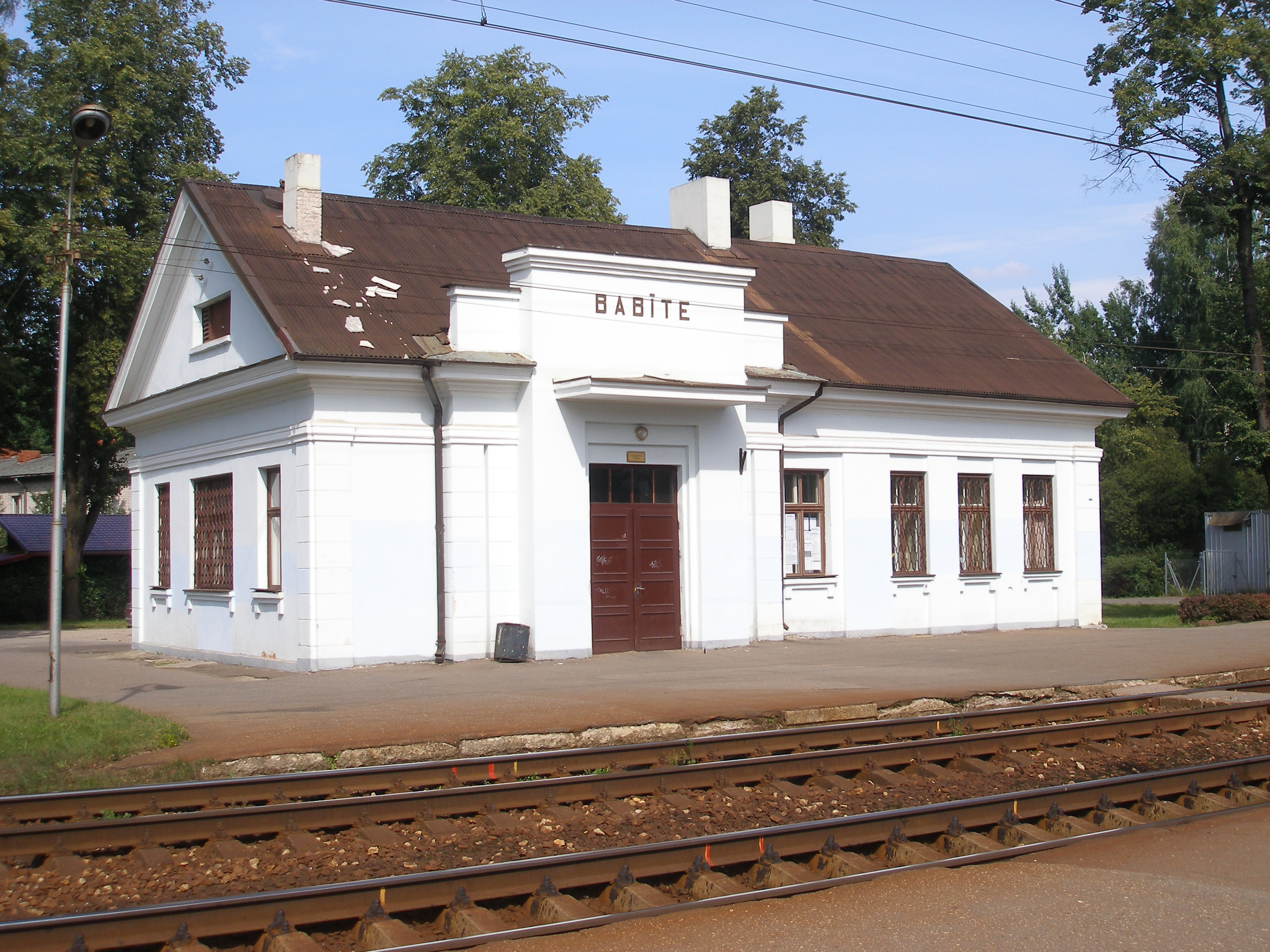
Пассажирское здание (2011 г.)
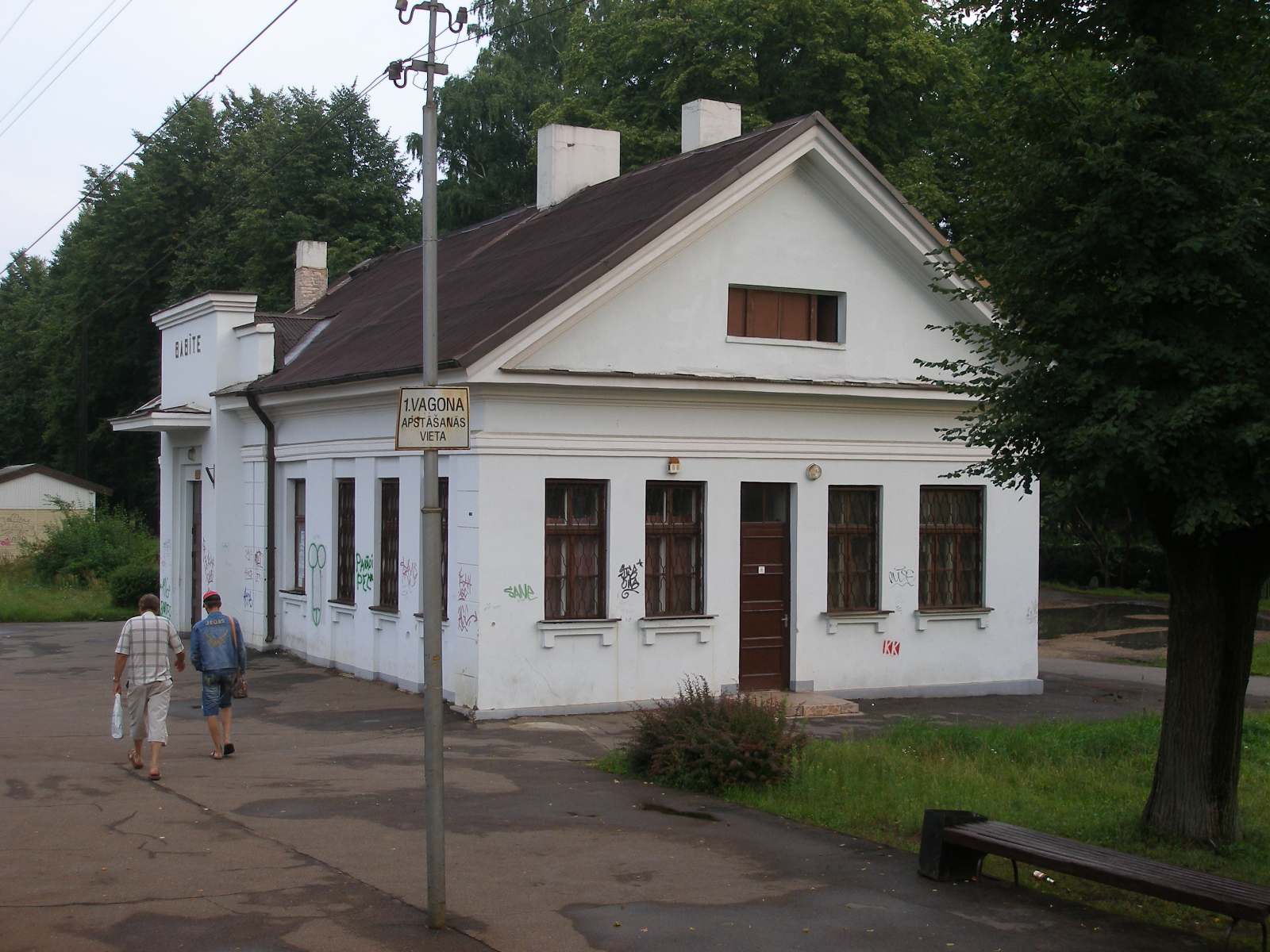
Пассажирское здание (2011 г.)
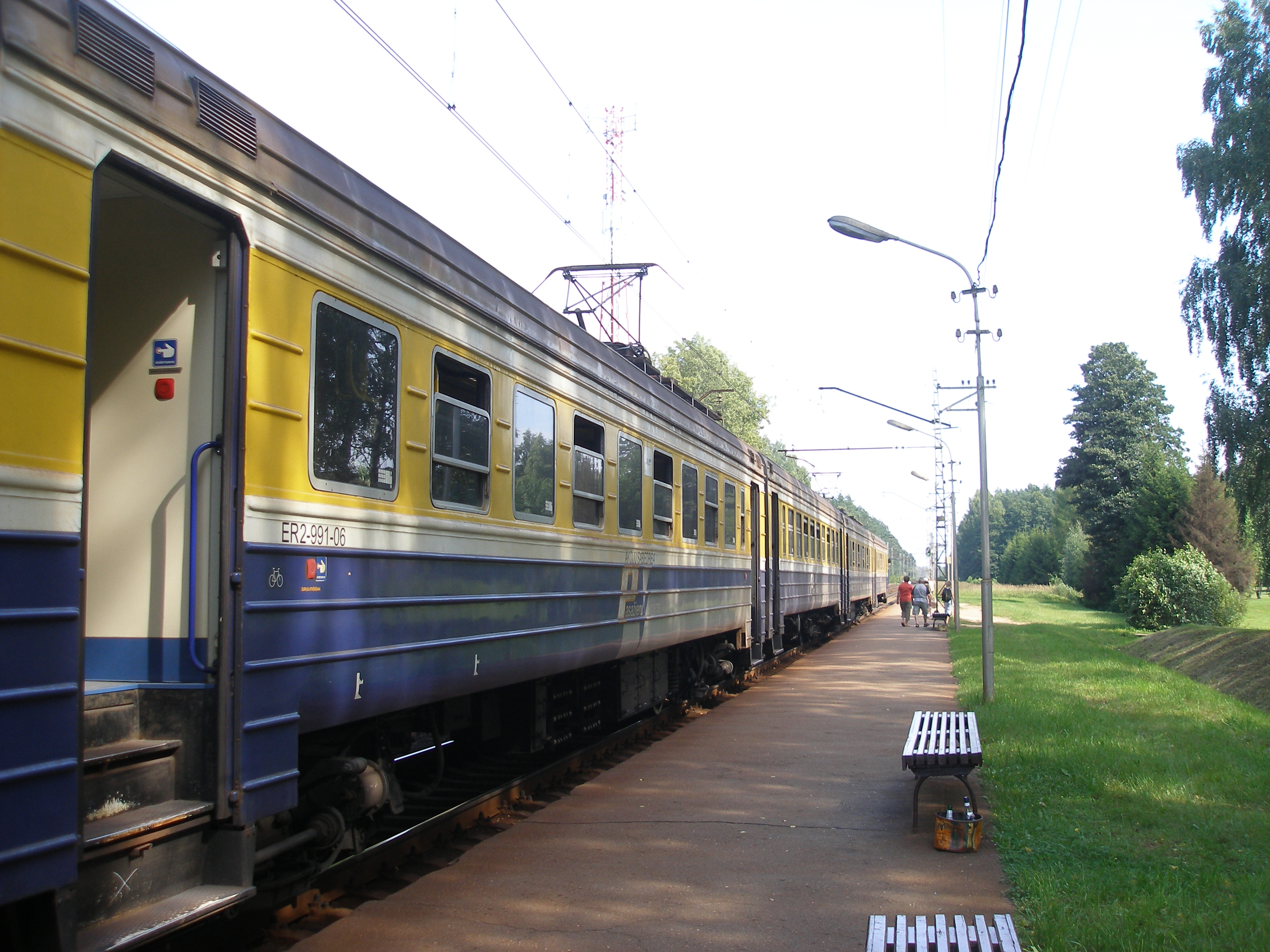
Перрон остановки Бабите (2011 г.)
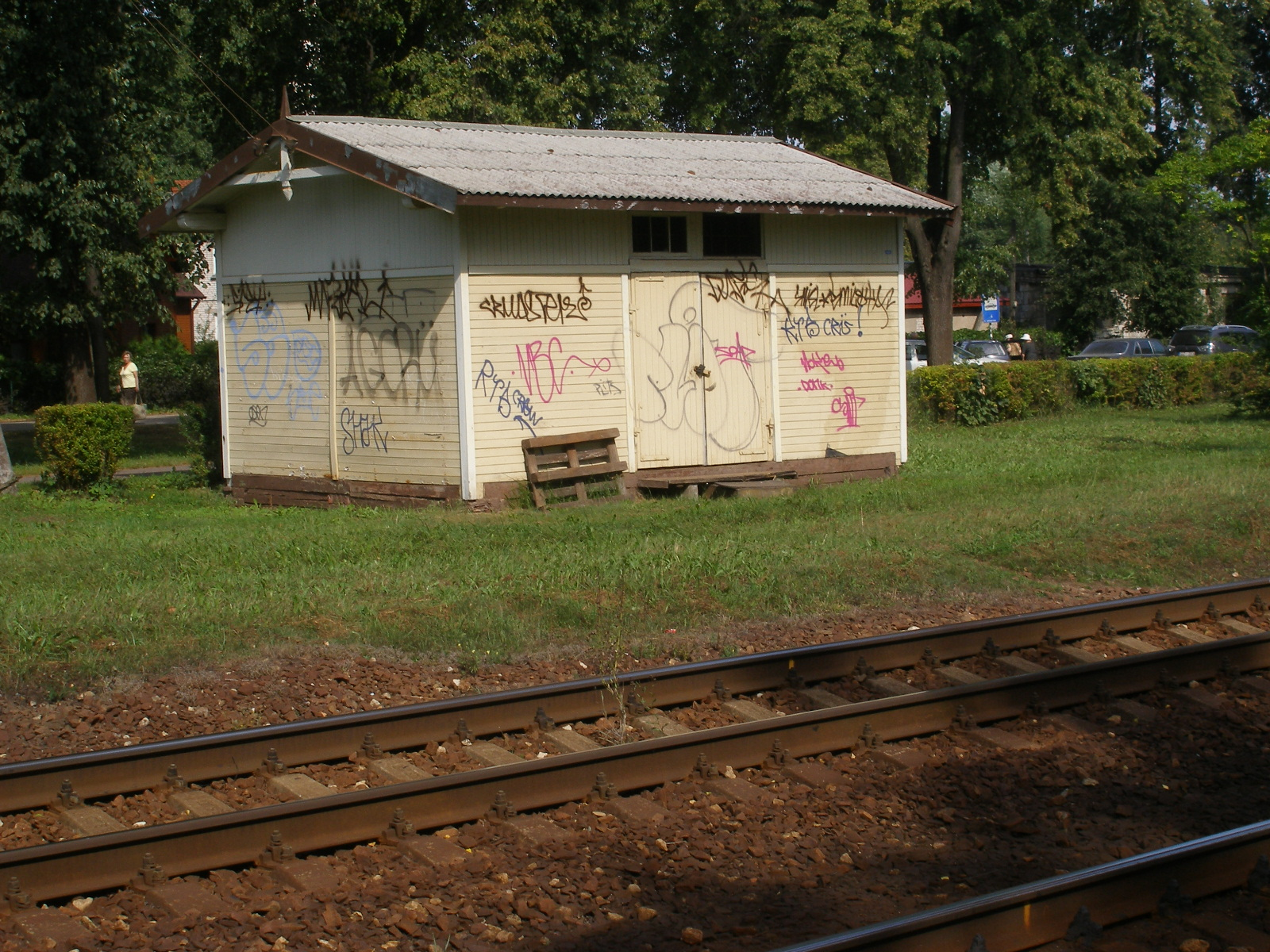
Хозпостройка (2011 г.)
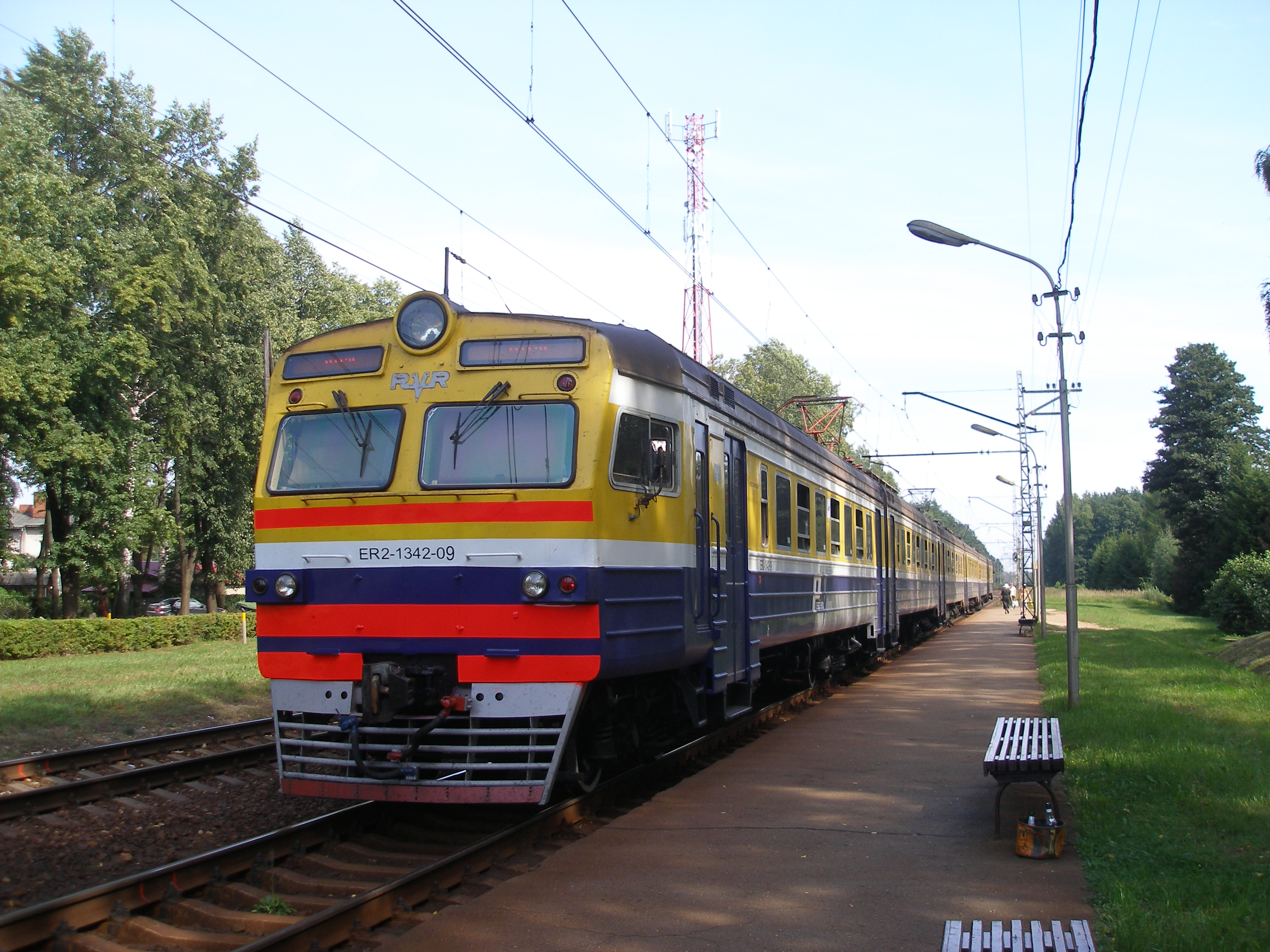
Электропоезд ЭР2-1342 на остановочном пункте Бабите
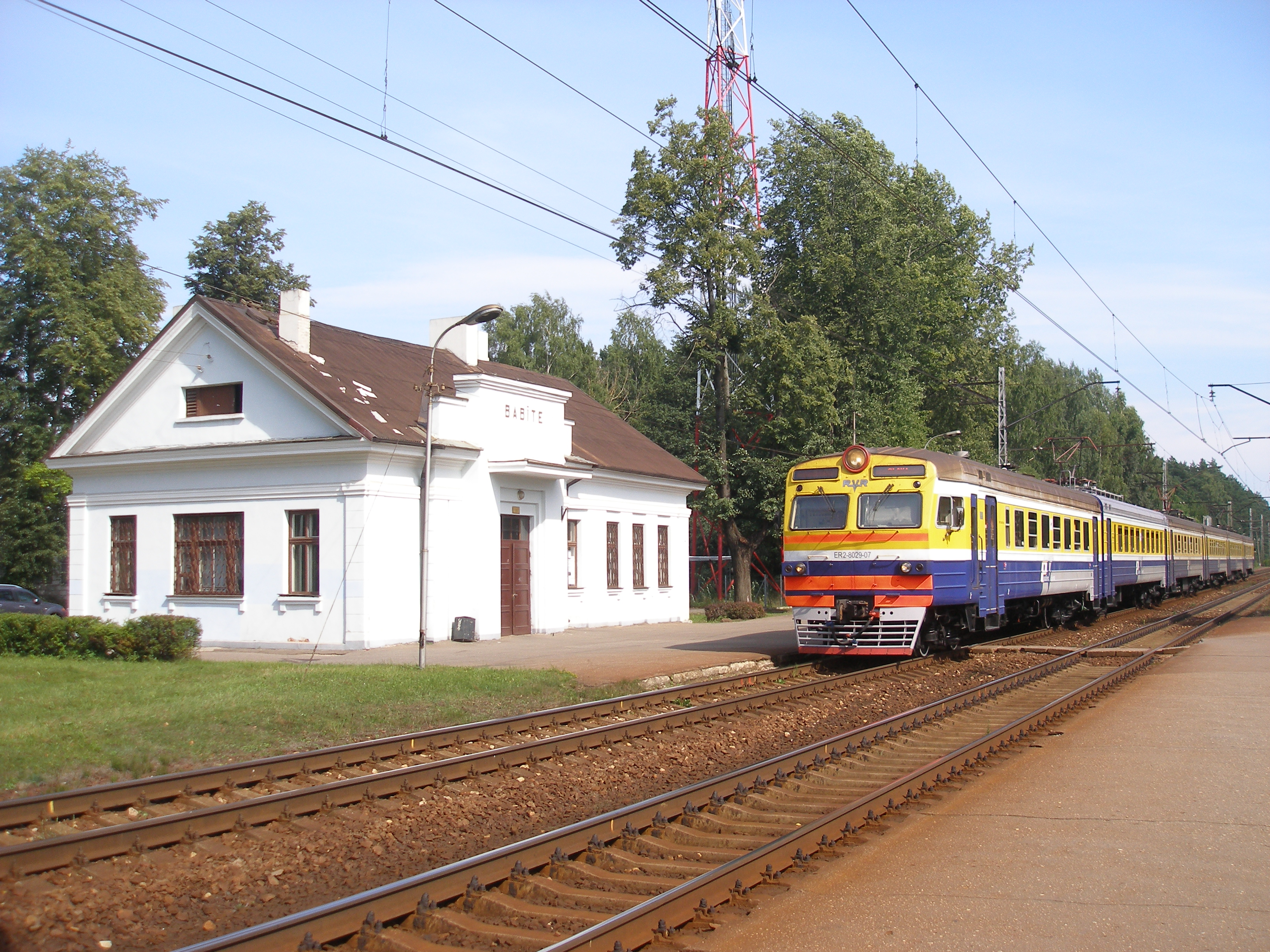
Электропоезд ЭР2-8029 на остановочном пункте Бабите
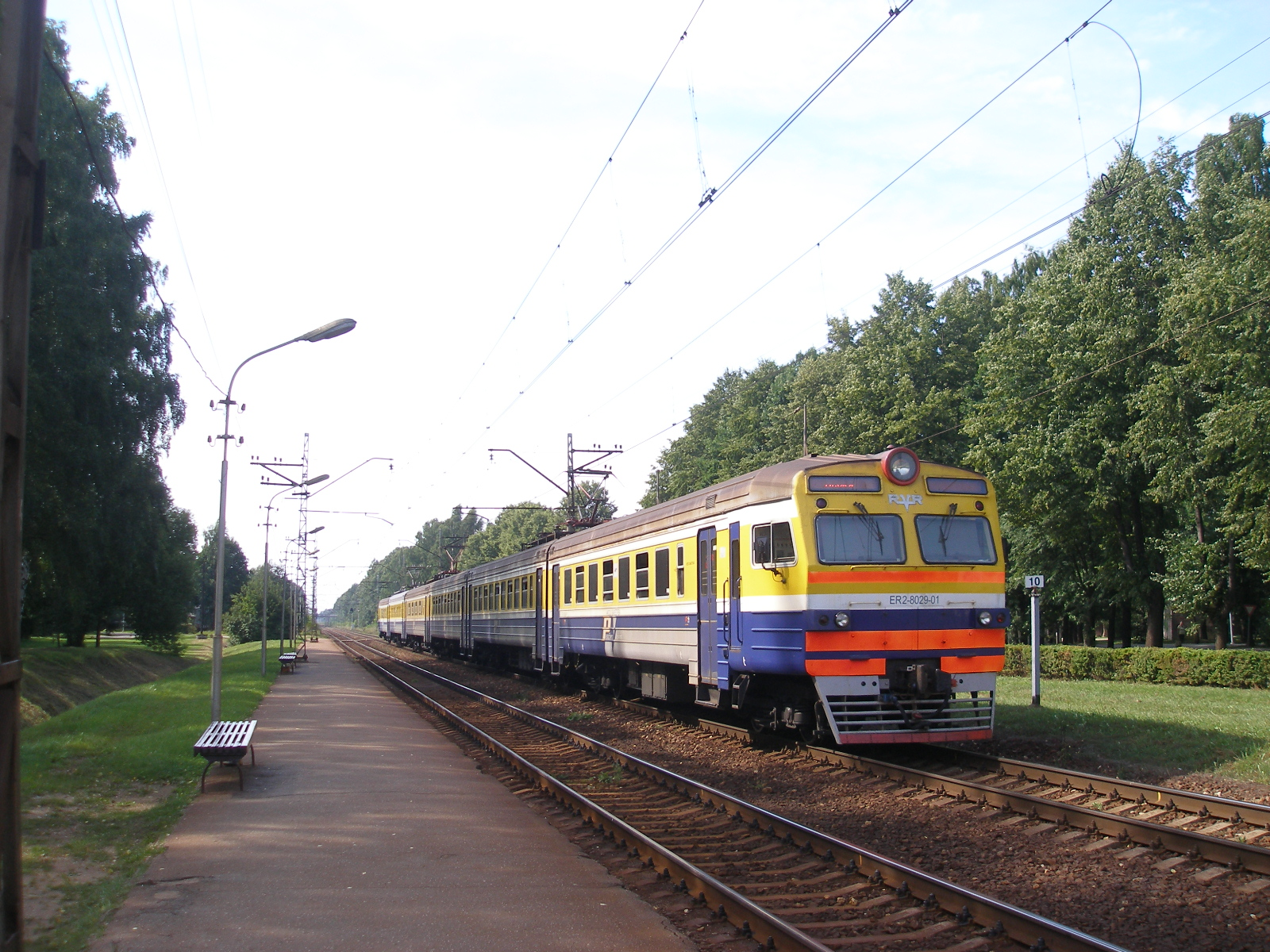
Электропоезд ЭР2-8029 отправляется из Бабите
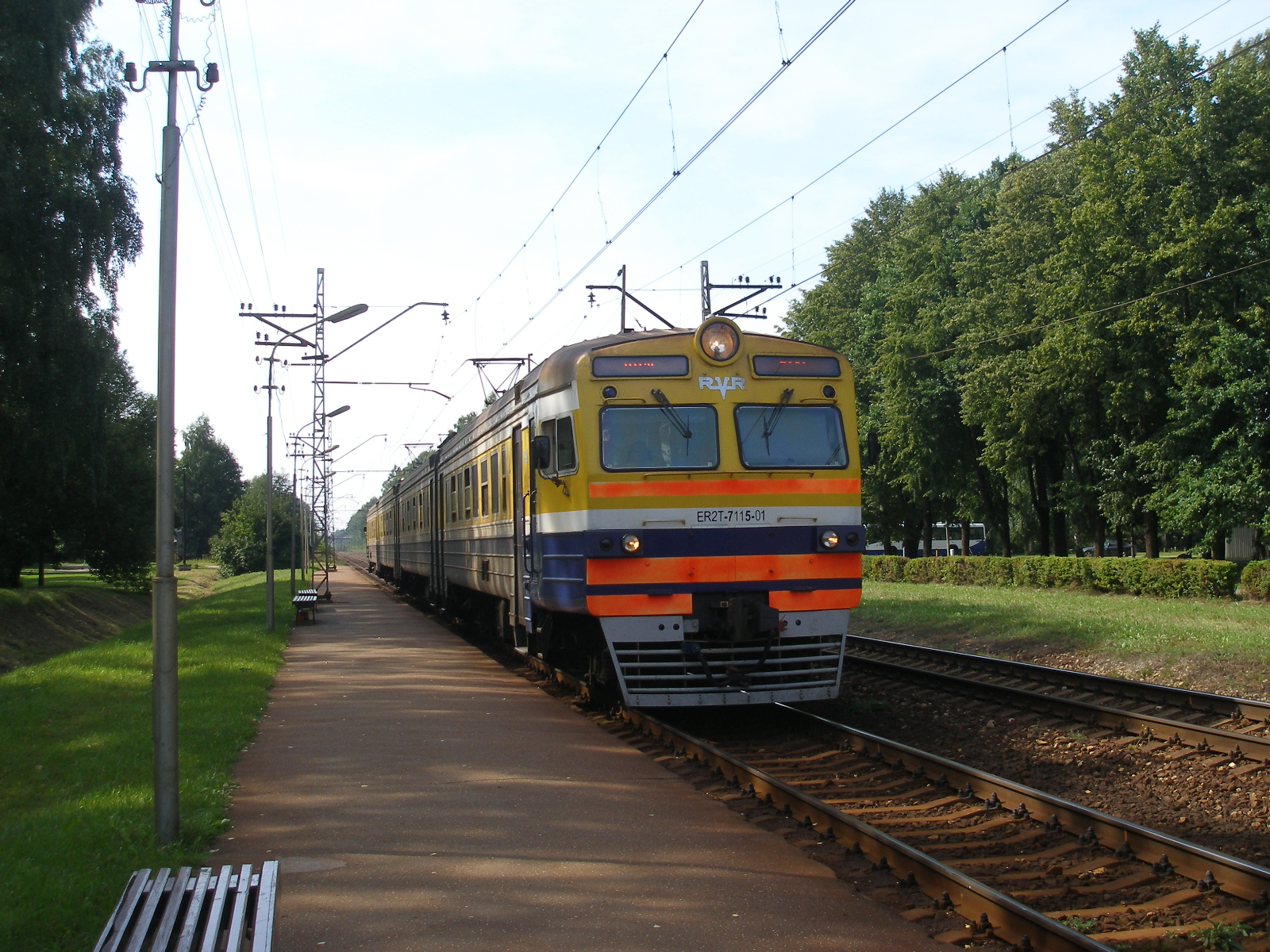
Электропоезд ЭР2T-7115 прибывает в Бабите
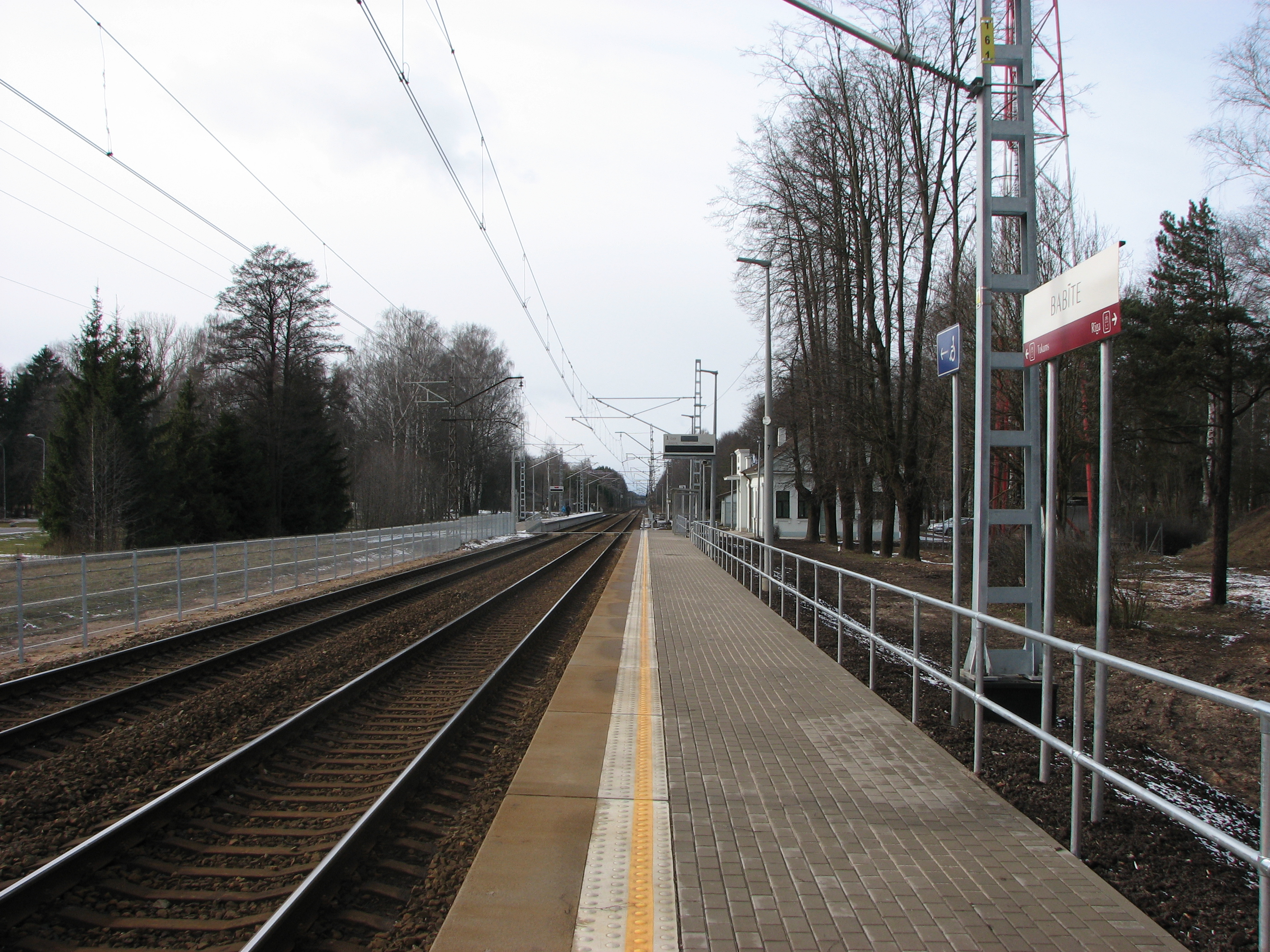
Перроны остановочного пункта Бабите после ремонта. Март 2016 года